# Mirandea sylvatica
Mirandea sylvatica är en akantusväxtart som beskrevs av S. Acosta Castellanos. Mirandea sylvatica ingår i släktet Mirandea och familjen akantusväxter. Inga underarter finns listade i Catalogue of Life.